# Cratere Wallach
Wallach è un piccolo cratere lunare intitolato al chimico tedesco Otto Wallach (premio nobel nel 1910); è situato nella parte orientale del Mare Tranquillitatis. Il cratere ha forma circolare, e le sue pareti interne giungono fino al centro rendendo quasi inesistente il fondo pianeggiante. Wallach è situato a nord-est del cratere Maskelyne, vicino ad alcuni picchi del mare lunare; infatti prima di essere ribattezzato dalla IAU era denominato "Maskelyne H" (era dunque considerato un cratere minore).